# Princess Ali
Princess Ali ist ein US-amerikanischer Stummfilm aus Jahr 1895. Der Film wurde in Orange (New Jersey) gedreht und am 9. Mai 1895 durch die Edison Manufacturing Company veröffentlicht. Der Film dauert 12 Sekunden.

## Handlung
Die Princess Ali tanzt in diesem Film zum Rhythmus der Musik.

## Hintergrundinformationen
Der Film wurde mit Mitgliedern des Barnum and Bailey’s Circus gedreht. Im Mittelpunkt des Films steht die Tänzerin Princess Ali, die unter diesem Künstlernamen im Barnum and Bailey’s Circus auftrat.